# Das Lied von der Erde

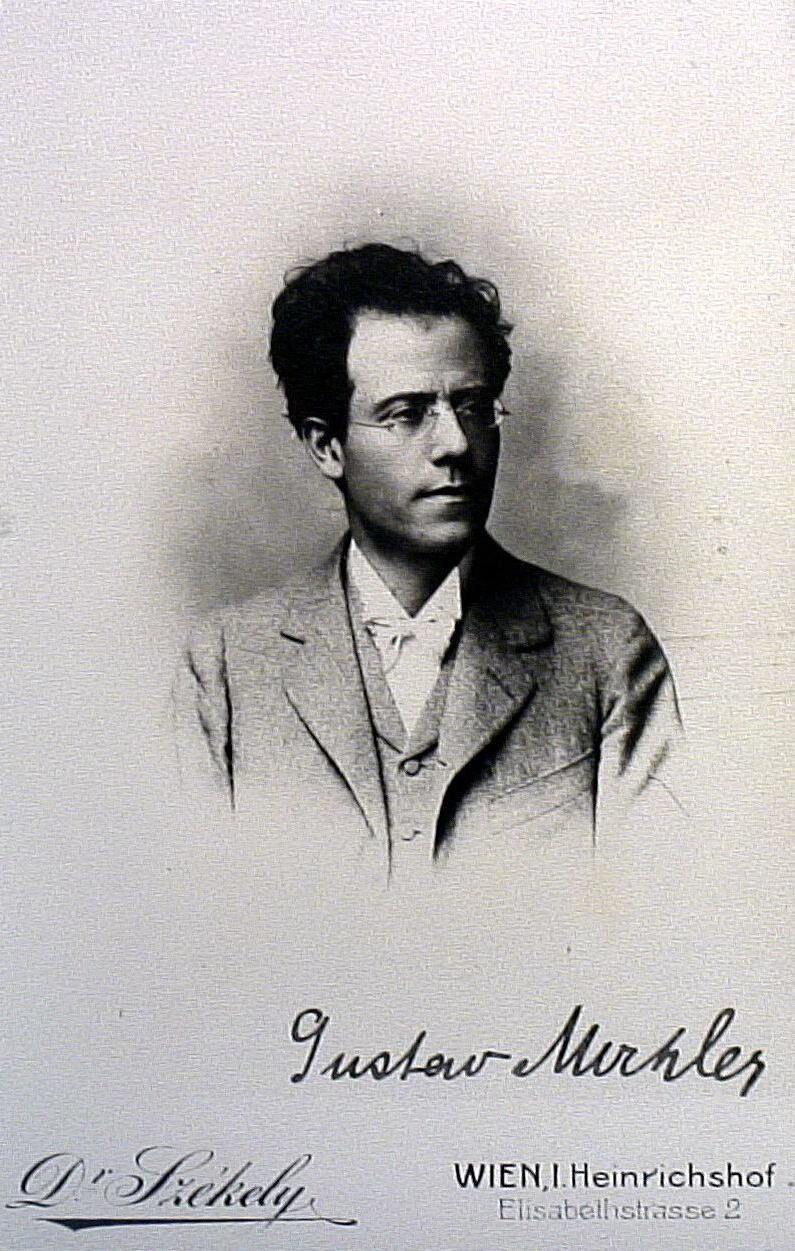
Gustav Mahler, al voltant de 1885

Das Lied von der Erde (La cançó de la Terra) és una obra a gran escala per a dos solistes vocals i orquestra escrita pel compositor austríac Gustav Mahler. Distribuït en sis moviments separats, cada un d'ells és una cançó independent. L'obra és titulada Eine Symphonie für eine Tenor- und eine Alt- (oder Bariton-) Stimme und Orchester (nach Hans Bethges "Die chinesische Flöte") (Una simfonia per a veu tenor i alto (o baríton) i orquestra (basat en 'La Flauta Xinesa' de Hans Bethge). Mahler fa un ample ús de característiques xineses en la música, i va fer d'aquesta obra un cas únic de la seva producció. Composta entre els anys 1907-1909, seguí a l'octava simfonia, però no rebé número, suposadament per la por supersticiosa del compositor respecte al significat mortal d'una novena simfonia. L'execució de l'obra necessita uns 70 minuts.

## Llibret
Quatre dels poemes xinesos utilitzats per Mahler (Das Trinklied vom Jammer der Erde, Von der Jugend, Von der Schönheit i Der Trunkene im Frühling) són de Li Tai-Po, el famós poeta errant de la Dinastia Tang. Der Einsame im Herbst és de Chang Tsi i Der Abschied combina poemes de Mong Kao-Yen i Wang Wei amb diferents línies agregades pel mateix Mahler.

## Estructura
1. Primer Moviment: Das Trinklied vom Jammer der Erde
2. Segon Moviment: Der Einsame im Herbst
3. Tercer Moviment: Von der Jugend
4. Quart Moviment: Von der Schönheit
5. Cinquè Moviment: Der Trunkene im Frühling
6. Sisè Moviment: Der Abschied